# منزل فرحات
منزل فرحات أو منزل عثمان فرحات (القرن 12 هـ / 18 م)
يقع بشارع فحيمة بمدينة رشيد المصرية ويطل بواجهة شمالية تضم ثلاث أبواب أولها الباب المؤدى إلى المخزن والثانى المؤدى إلى حجرة السبيل والثالث فيؤدى إلى سلم المنزل ويقع الباب الأول داخل كتلة بارزة تتوسطها حنية أما باب السبيل فهو معقود وتقوم واجهة الدورالاول على ما ورده في القسم الشرقى ويطل المنزل في الجنوب بواجهة أقيمت على كتفين بارزين يحملان الماوردة وبها باب يعلوه منور.

## المنــزل مــن الـــداخل
يتكون المخزن من دركاه مستطيلة تعلوها أقبية متقاطعة ترتكز على أربعة أكتاف تؤدى إلى دورقاعة تنقسم إلى قسمين بواسطة عقدين مدببين يرتكزان على عامود جرانيتى أما الدور الأول من المنزل فيتكون من الدورقاعة التي تحدها من الشمال الحجرة الرئيسية والخزانة أما الجنوب فتقع حجرة ومرحاض وكذا الحال في الدورين الآخرين إلا أن الآخير يمثل حضيراً به حجرتين.